# Hrvatski nogometni kup 2022/23
Der Hrvatski nogometni kup 2022/23 war der 31. Wettbewerb um den kroatischen Fußballpokal nach der Loslösung des kroatischen Fußballverbandes aus dem jugoslawischen Fußballverband.
Pokalsieger wurde Titelverteidiger Hajduk Split. Das Team setzte sich im Finale gegen den HNK Šibenik durch. Hajduk qualifizierte sich durch den Sieg für die 3. Qualifikationsrunde der UEFA Europa Conference League 2023/24.

## Modus
In allen Runden wurde der Sieger in einem Spiel ermittelt. Stand es nach der regulären Spielzeit von 90 Minuten unentschieden, kam es zur Verlängerung von zweimal 15 Minuten und falls danach immer noch kein Sieger feststand zum Elfmeterschießen.

## Teilnehmer
An der Vorrunde
- 21 Sieger des Bezirkspokals
- 11 Finalisten des Bezirkspokals aus den Fußballverbänden mit der größten Anzahl registrierter Fußballclubs

| Bezirk              | Sieger                     | Finalist           |
| ------------------- | -------------------------- | ------------------ |
| Bjelovar-Bilogora   | NK Mladost Ždralovi        | NK Bjelovar        |
| Brod-Posavina       | NK Slavonac Bukovlje       | NK Marsonia        |
| Dubrovnik-Neretva   | NK Neretva Metković        |                    |
| Istrien             | NK Jadran Poreč            | NK Funtana         |
| Karlovac            | NK Karlovac                |                    |
| Koprivnica-Križevci | NK Tehničar 1974 Cvetkovec | NK Radnik Križevci |
| Krapina-Zagorje     | NK Gaj Mače                |                    |
| Lika-Senj           | NK Nehaj Senj              |                    |
| Međimurje           | NK Nedelišće               | Međimurje Čakovec  |
| Osijek-Baranja      | NK BSK Bijelo Brdo         | NK Belišće         |
| Požega-Slawonien    | NK BSK Buk                 |                    |

| Bezirk               | Sieger                       | Finalist                |
| -------------------- | ---------------------------- | ----------------------- |
| Primorje-Gorski      | NK Grobničan Čavle           |                         |
| Sisak-Moslavina      | HNŠK Moslavina Kutina        | GŠNK Mladost Petrinja   |
| Split-Dalmatien      | NK Solin                     |                         |
| Šibenik-Knin         | NK Vodice                    |                         |
| Varaždin             | NK Varaždin                  | NK Bednja Beletinec     |
| Virovitica-Podravina | NK Virovitica                | NK Papuk Orahovica      |
| Vukovar-Syrmien      | NK Borinci Jarmina           | NK Vuteks-Sloga Vukovar |
| Zadar                | HNK Primorac Biograd na Moru |                         |
| Stadt Zagreb         | NK Dubrava                   |                         |
| Zagreb               | NK Sava Strmec               | NK Bistra               |

Am Sechzehntelfinale
- Die 16 punktbesten Vereine der Fünfjahres-Pokalwertung. (63 Punkte für den Pokalsieger, 31 für den unterlegenen Finalisten, 15 für die Halbfinalisten, 7 für die Viertelfinalisten, 3 für die Achtelfinalisten und 1 Punkt für die Sechzehntelfinalisten.)

| - 1. HNK Rijeka (219) - 2. Dinamo Zagreb (195) - 3. Lokomotiva Zagreb (63) - 4. NK Osijek (59) | - 5. Hajduk Split (55) - 6. NK Istra 1961 (47) - 7. NK Slaven Belupo (39) - 8. Inter Zaprešić (37) | - 09. HNK Gorica (25) - 10. HNK Šibenik (19) - 11. RNK Split (19) - 12. NK Vinogradar Lokošin Dol (15) | - 13. NK Rudeš (14) - 14. NK Varaždin (11) - 15. NK Zadar 1 (11) - 16. Cibalia Vinkovci (9) - 17. NK Oriolik (9) |

## Ergebnisse

### Vorrunde
| Datum      |                            | Ergebnis              |                              |
| ---------- | -------------------------- | --------------------- | ---------------------------- |
| 31.08.2022 | NK Sava Strmec             | 4:6                   | NK Bednja Beletinec          |
| 31.08.2022 | HNŠK Moslavina Kutina      | 3:2                   | Međimurje Čakovec            |
| 31.08.2022 | NK Solin                   | 6:1                   | NK Funtana                   |
| 31.08.2022 | NK Nehaj Senj              | 0:4                   | HNK Primorac Biograd na Moru |
| 31.08.2022 | NK Neretva Metković        | 0:2                   | NK Grobničan Čavle           |
| 31.08.2022 | NK BSK Bijelo Brdo         | 5:1                   | NK Marsonia                  |
| 31.08.2022 | NK Radnik Križevci         | 1:3                   | NK Dubrava                   |
| 31.08.2022 | NK Nedelišće               | 3:3 n. V. (5:4 i. E.) | NK Varteks                   |
| 31.08.2022 | NK Virovitica              | 0:6                   | NK Mladost Ždralovi          |
| 31.08.2022 | NK Tehničar 1974 Cvetkovec | 4:0                   | GŠNK Mladost Petrinja        |
| 31.08.2022 | NK Belišće                 | 3:0                   | NK BSK Buk                   |
| 31.08.2022 | NK Bjelovar                | 1:0 n. V.             | NK Gaj Mače                  |
| 31.08.2022 | NK Slavonac Bukovlje       | 0:2                   | NK Borinci Jarmina           |
| 31.08.2022 | NK Papuk Orahovica         | 0:0 n. V. (4:2 i. E.) | NK Karlovac                  |
| 31.08.2022 | NK Vuteks-Sloga Vukovar    | 1:2                   | NK Jadran Poreč              |
| 31.08.2022 | NK Bistra                  | 2:1                   | NK Vodice                    |

### Sechzehntelfinale
| Datum      |                              | Ergebnis              |                           |
| ---------- | ---------------------------- | --------------------- | ------------------------- |
| 27.09.2022 | NK Borinci Jarmina           | 0:4                   | Dinamo Zagreb             |
| 12.10.2022 | NK Tehničar 1974 Cvetkovec   | 1:5                   | Hajduk Split              |
| 18.10.2022 | NK Papuk Orahovica           | 0:2                   | NK Osijek                 |
| 18.10.2022 | NK Dubrava                   | 2:3                   | HNK Gorica                |
| 18.10.2022 | NK Solin                     | 1:2 n. V.             | NK Slaven Belupo          |
| 18.10.2022 | NK Jadran Poreč              | 1:2                   | HNK Šibenik               |
| 18.10.2022 | NK Mladost Ždralovi          | 6:0                   | NK Oriolik                |
| 19.10.2022 | HNŠK Moslavina Kutina        | 1:1 n. V. (5:6 i. E.) | HNK Rijeka                |
| 19.10.2022 | NK Bistra                    | 1:6                   | Lokomotiva Zagreb         |
| 19.10.2022 | NK Grobničan Čavle           | 1:2                   | NK Istra 1961             |
| 19.10.2022 | NK Bednja Beletinec          | 0:3                   | NK Rudeš                  |
| 19.10.2022 | HNK Primorac Biograd na Moru | 1:4                   | NK Varaždin               |
| 19.10.2022 | NK Bjelovar                  | 4:2 n. V.             | NK Vinogradar Lokošin Dol |
| 19.10.2022 | RNK Split                    | 2:0                   | Cibalia Vinkovci          |
| 19.10.2022 | NK Belišće                   | 1:5                   | NK BSK Bijelo Brdo        |
|            | NK Nedelišće                 | 3:0                   | Inter Zaprešić 1          |

### Achtelfinale
| Datum      |                     | Ergebnis |                   |
| ---------- | ------------------- | -------- | ----------------- |
| 02.11.2022 | NK Nedelišće        | 0:6      | NK Slaven Belupo  |
| 08.11.2022 | NK Mladost Ždralovi | 0:2      | Hajduk Split      |
| 08.11.2022 | NK Rudeš            | 2:1      | NK Istra 1961     |
| 09.11.2022 | NK BSK Bijelo Brdo  | 2:1      | HNK Rijeka        |
| 09.11.2022 | NK Bjelovar         | 0:1      | Lokomotiva Zagreb |
| 09.11.2022 | NK Varaždin         | 1:2      | NK Osijek         |
| 09.11.2022 | HNK Šibenik         | 2:0      | HNK Gorica        |
| 14.02.2023 | RNK Split           | 1:3      | Dinamo Zagreb     |

### Viertelfinale
| Datum      |                    | Ergebnis |                   |
| ---------- | ------------------ | -------- | ----------------- |
| 28.02.2023 | NK Slaven Belupo   | 2:0      | NK Rudeš          |
| 01.03.2023 | NK BSK Bijelo Brdo | 0:2      | HNK Šibenik       |
| 01.03.2023 | Dinamo Zagreb      | 3:1      | Lokomotiva Zagreb |
| 01.03.2023 | NK Osijek          | 1:2      | Hajduk Split      |

### Halbfinale
| Datum      |                  | Ergebnis |               |
| ---------- | ---------------- | -------- | ------------- |
| 05.04.2023 | HNK Šibenik      | 2:1      | Dinamo Zagreb |
| 12.04.2023 | NK Slaven Belupo | 0:1      | Hajduk Split  |

### Finale
| Hajduk Split                             | Hajduk Split | HNK Šibenik | HNK Šibenik |
| ---------------------------------------- | --- | --- | ----------- |
| Hajduk Split                             | \| 24. Mai 2023 in Stadion Rujevica, Rijeka \| \| Ergebnis: 2:0 (0:0)[1][2] \| \| Zuschauer: 7.041 \| \| Schiedsrichter: Igor Pajač \| \| Spielbericht \|                                                                                              | \| 24. Mai 2023 in Stadion Rujevica, Rijeka \| \| Ergebnis: 2:0 (0:0)[1][2] \| \| Zuschauer: 7.041 \| \| Schiedsrichter: Igor Pajač \| \| Spielbericht \| | HNK Šibenik |
| Hajduk Split                             | Ivan Lucic – Niko Sigur, Ferro (90.+2' Luka Vušković), Chidozie Awaziem, Dario Melnjak – Rokas Pukštas, Filip Krovinović – Emir Sahiti (79. Augustin Anello), Yassine Benrahou (86. Marco Fossati), Jan Mlakar – Marko Livaja . Cheftrainer: Ivan Leko | Antonio Đaković – Marcos Mina (69. Juan Camilo Mesa), Nikola Đorić (86. Doni Grdić), Stefan Perić – Haruki Arai, Marko Soldo (79. Josip Knežević), Zoran Kvržić, Josip Kvesić (69. Dario Čanađija) – Ivan Dolček, Karlo Špeljak (69. Iker Pozo), Amer Kiroš. Cheftrainer: Damir Čanadi | HNK Šibenik |
| Hajduk Split                             | 1:0 Dario Melnjak (64.) 2:0 Marko Livaja (90.+4') | | HNK Šibenik |
| Hajduk Split                             | Marko Livaja | Dario Čanađija, Iker Pozo | HNK Šibenik |
| 24. Mai 2023 in Stadion Rujevica, Rijeka | | |             |
| Ergebnis: 2:0 (0:0)                      | | |             |
| Zuschauer: 7.041                         | | |             |
| Schiedsrichter: Igor Pajač               | | |             |
| Spielbericht                             | | |             |

## Torschützenliste
| Rang | Spieler          | Verein                       | Tore |
| ---- | ---------------- | ---------------------------- | ---- |
| 1.   | Josip Drmić      | Dinamo Zagreb                | 6    |
| 2.   | Marko Guja       | NK Mladost Ždralovi          | 4    |
| 3.   | Vice Birkić      | HNK Primorac Biograd na Moru | 3    |
| 3.   | Jan Mlakar       | Hajduk Split                 | 3    |
| 3.   | Marc Tokich      | NK BSK Bijelo Brdo           | 3    |
| 3.   | Sandro Kulenović | Lokomotiva Zagreb            | 3    |